# Pom
Pom är en ort i Mexiko.   Den ligger i kommunen Chalchihuitán och delstaten Chiapas, i den sydöstra delen av landet, 700 km öster om huvudstaden Mexico City. Pom ligger 1 552 meter över havet och antalet invånare är 214.
Terrängen runt Pom är huvudsakligen kuperad, men västerut är den bergig. Runt Pom är det ganska tätbefolkat, med 134 invånare per kvadratkilometer. Närmaste större samhälle är Pantelhó, 12,0 km öster om Pom. Omgivningarna runt Pom är en mosaik av jordbruksmark och naturlig växtlighet.